# Маріан Кручек

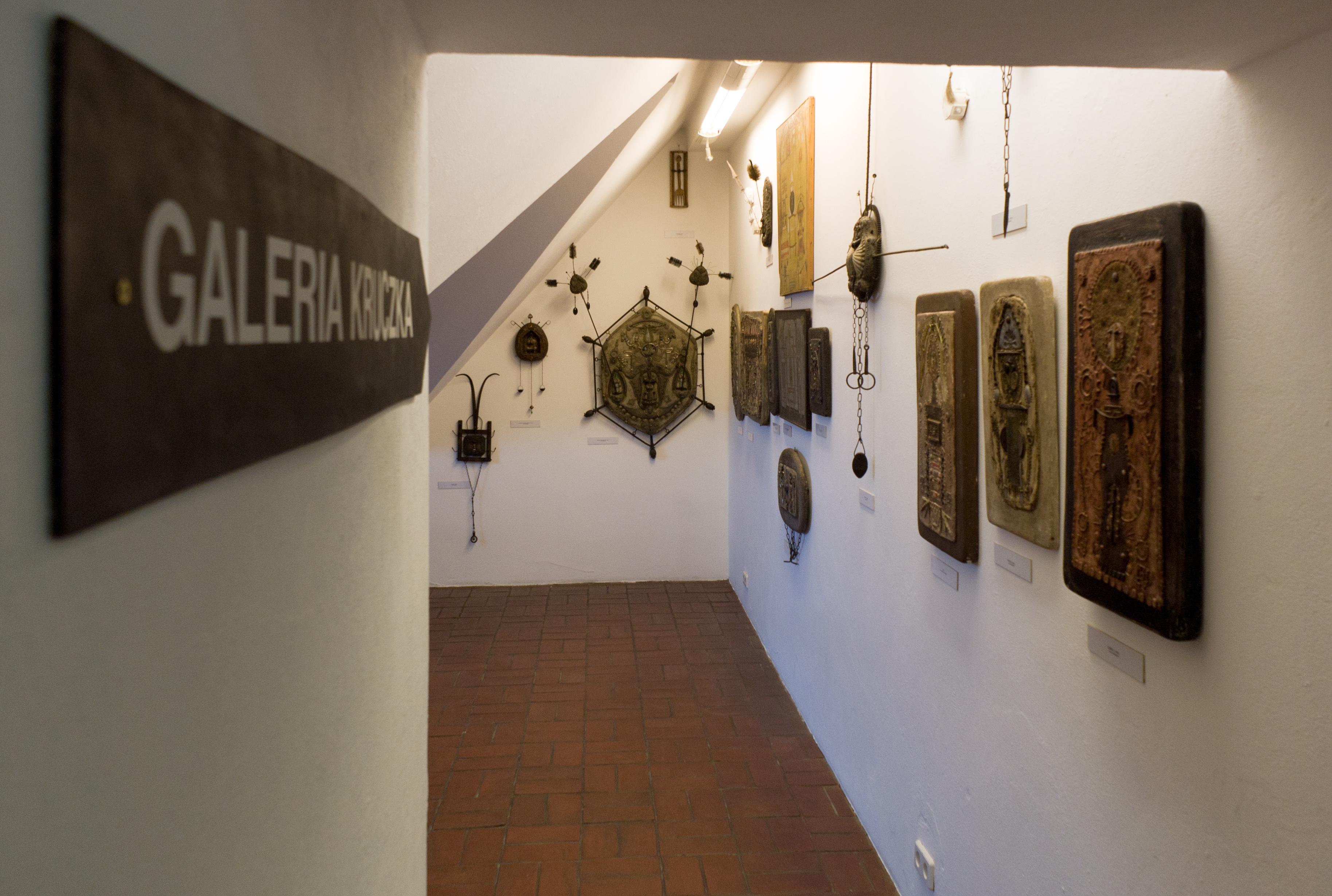
Галерея Маріана Кручека в Історичному музеї в Саноку

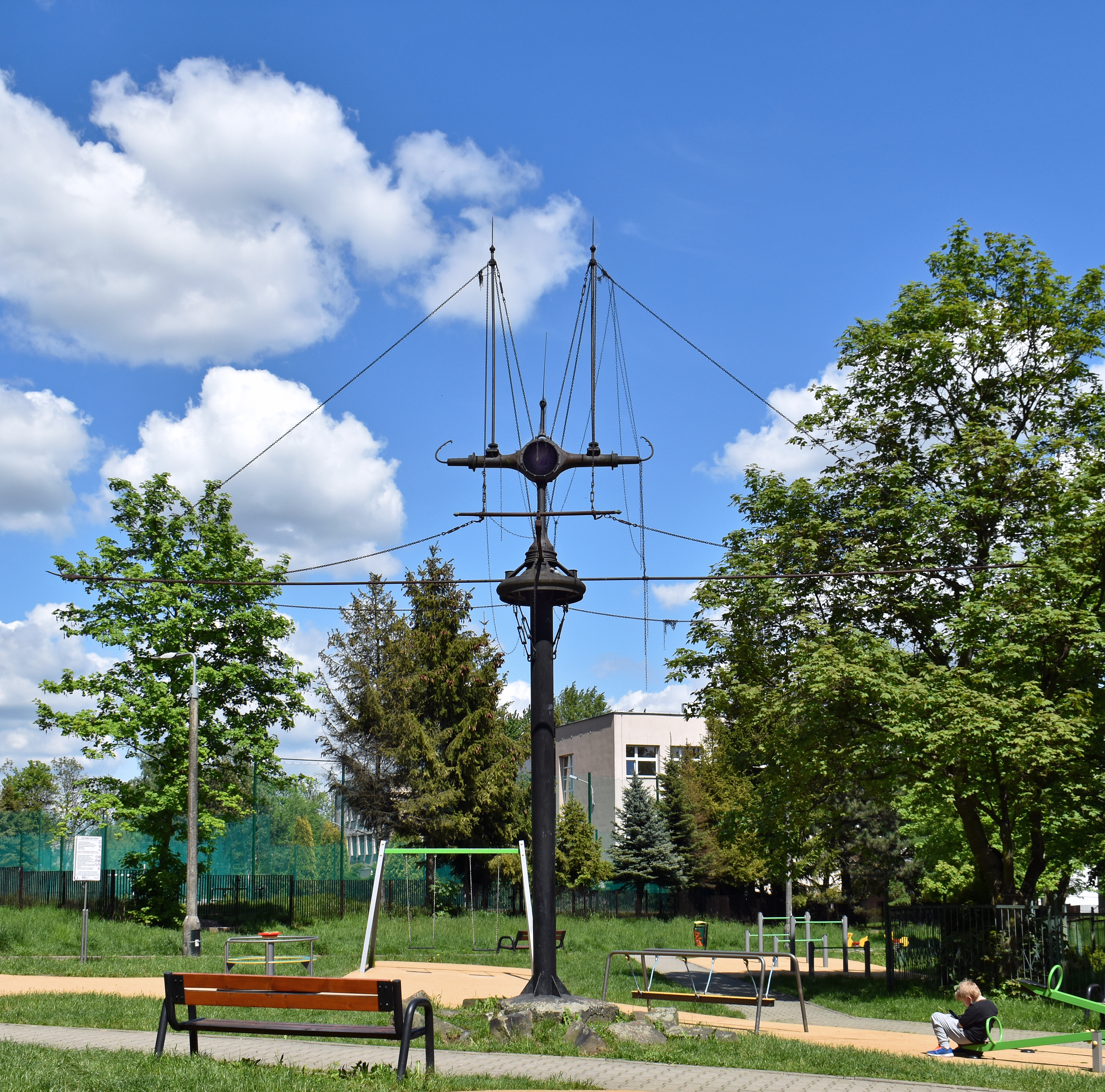
«Завойований космос» (1974)
Краків, ос. Тисячоліття

Маріан Кручек (пол. Marian Kruczek, 27 грудня 1927, Пловці — 12 грудня 1983, Краків) — польський художник, живописець, графік і скульптор.

## Біографія
Він почав свою освіту в Пловцях, а потім відвідував Гімназію № 2 Королеви Софії в Саноку . У 1946 році він переїхав до Кракова, де продовжив навчання у Вищій школі образотворчого мистецтва (допомагав Броніслав Начаш), а в 1948 році закінчив школу. У 1954 році закінчив факультет живопису Академії мистецтв.в Кракові, був студентом професорів Войцеха Вайса і Збігнєва Пронашка. У 1955 р. отримав диплом у майстерні професора Тадеуша Лакомського .
У 1945 році його роботи були включені до першої повоєнної спільної виставки художників, організованої Сяноцьким історичним музеєм. У листопаді 1951 року одружився з Юзефою Собур. У 1952 році народився їхній єдиний син Павел Кручек, нині художник-графік, ілюстратор та дизайнер інтер'єрів. Він став дослідником і викладачем Академії образотворчих мистецтв у Кракові як доцент. У 1956 році оселився в Новій Гуті. Під його керівництвом на садибі Центр D керував галереєю «Під хмарою». Він також був співзасновником лялькового театру Нової Гути «Widzimisie», який містився в Будинку ветеранів у садибі «Горяни». Займався живописом, скульптурою та графікою. Представляв свої роботи на понад 50 персональних виставках і брав участь у понад 150 колективних виставках у Польщі та за кордоном. Серед інших у Кракові, Жешуві, Варшаві, Ополе, Ґданську, Зеленій Гурі та за кордоном у Швеції (Упсала), Бельгії (Галерея Майя в Брюсселі), Сполучених Штатах (Маямі), Норвегії, Німеччині, Югославії, Англії, Угорщині.
Раптово помер 12 грудня 1983 року в лікарні в Новій Гуті. Похований на Раковицькому цвинтарі в Кракові 17 грудня 1983 року.

## Вшанування пам'яті
Поет Януш Шубер написав вірш під назвою «In memoriam Marian Kruczek» (1927—1983), опублікований у томах поезії під назвою «Глина, Вогонь, Попіл» у 2003 р., «Півнячий крик» у 2008 р. . Репродукції творів Маріана Кручека надруковані у збірці віршів поета під назвою «7 Gedichte / Wierszy» 1999 року, і одна з них потрапила на обкладинку поетичної книги під назвою «У жовтому металі» у 2000 році.
У 2009 році, з нагоди 60-річчя Нової Гути, у Культурному центрі «Нова Гута» була представлена монографічна виставка робіт художника. Десятки його робіт знаходяться в Історичному музеї в Саноку.

## Нагороди та відзнаки
- Золотий Хрест Заслуги
- Відзнака Міністра культури і мистецтва І ступеня
- На плебісциті Товариства друзів образотворчих мистецтв у Кракові найкращою скульптурою 1974 р. (з експонованих у салоні) обрано скульптуру М. Кручека «Моя залізна столиця, весільний посаг для сови»[12]